# Ardiège
Ardiège – miejscowość i gmina we Francji, w regionie Oksytania, w departamencie Górna Garonna.
Według danych na rok 1990 gminę zamieszkiwało 259 osób, a gęstość zaludnienia wynosiła 69 osób/km² (wśród 3020 gmin regionu Midi-Pireneje Ardiège plasuje się na 805. miejscu pod względem liczby ludności, natomiast pod względem powierzchni na miejscu 1591.).